# Palazzo della Provvederia
Il palazzo della Provvederia è un edificio storico situato nel centro di Mestre.

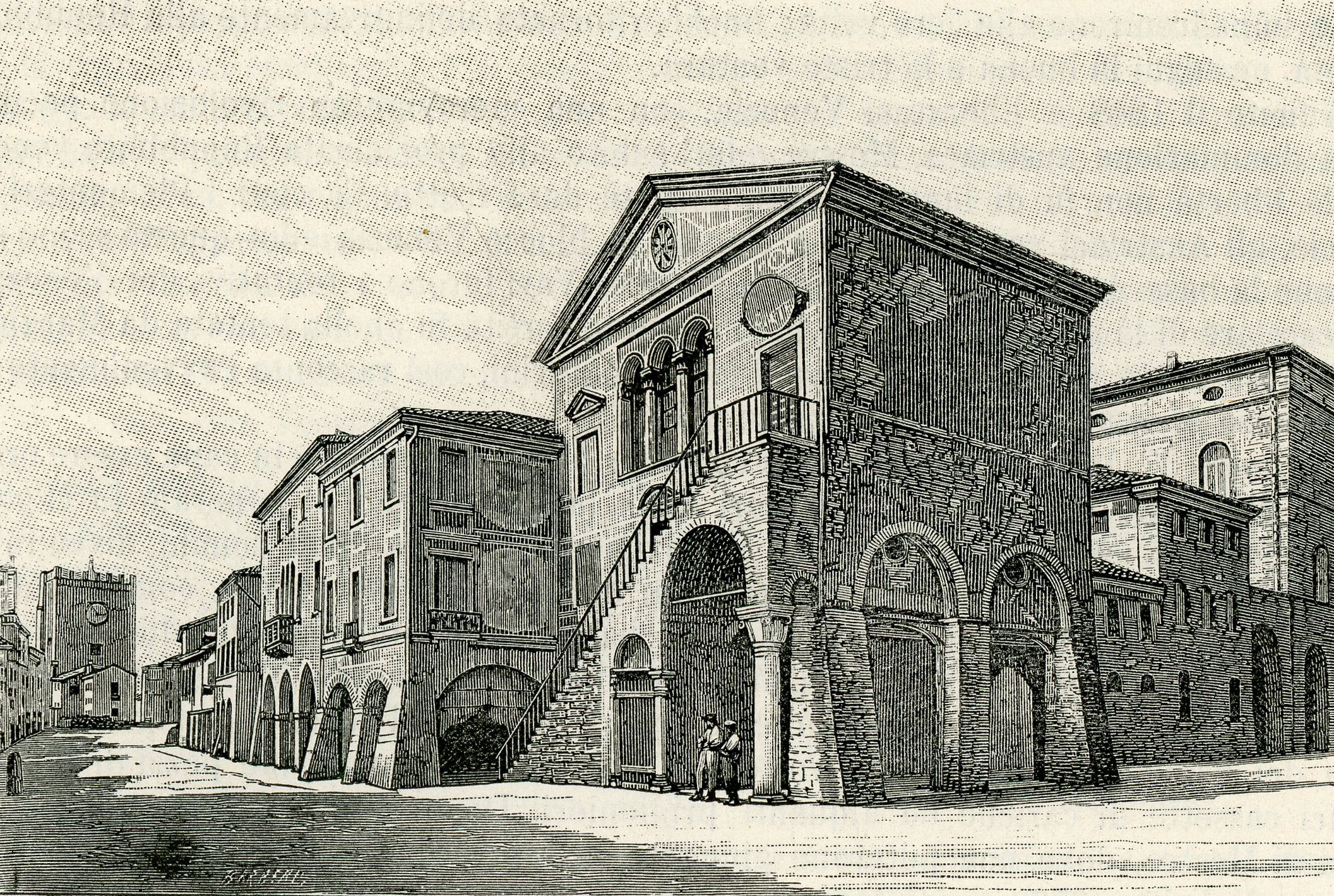
Palazzo della Provvederia in una stampa di fine Ottocento

## Storia
Fu edificato nel 1459 sulle rovine dell'antico castello medievale di Mestre. Il suo aspetto lombardo-rinascimentale (i timpani della facciata, gli archi e colonnine delle finestre) risale all'intervento del 1525. Fu sede del Consiglio Civico, istituito nel 1452. L'edificio si sviluppa su due piani collegati da una scala esterna la cui primitiva ringhiera di ferro fu sostituita da una con corrimano e colonnine di marmo. Il lato nord è aperto ad un sottoportico e sulla colonna di marmo che sostiene il palazzo è scolpita la misura del passo veneto, suddiviso in piedi ed once, la dicitura Mens. Passii Veneti Molendinorum  e l'anno 1536.
Dopo la caduta della Repubblica, il secondo piano fu adibito a granaio e il primo a sede della scuola comunale nel XIX secolo.
Ricostruito dopo un incendio nel 1926, dal 1953 al 1976 fu prima sede della Biblioteca civica di Mestre.
Oggi ufficio anagrafe comune di Venezia